# Blue Foundation (album)
Blue Foundation è il primo album discografico del gruppo musicale danese Blue Foundation, pubblicato nel 2001.

## Tracce
1. Wiseguy – 5:05
2. Grand – 5:02
3. Witch of Trouble – 3:39
4. Crushed – 3:06
5. Jabber – 4:18
6. Hollywood – 3:57
7. Burgeon – 1:50
8. Black S – 4:53
9. Mazda – 0:58
10. Hide – 4:06
11. Cutting Me Up – 3:57
12. J.Hurt – 4:18
13. Evo – 4:41